# Sommersturm
Sommersturm (Nederlands: Zomerstorm) is een Duitse coming-of-agefilm uit 2004 geregisseerd door Marco Kreuzpaintner met Robert Stadlober, Kostja Ullmann, Alicja Bachleda-Curuś en Marlon Kittel in de hoofdrollen. Het verhaal speelt zich af in en rond een roeiregatta. Gedurende het verhaal ontwikkelt zich een zomerse storm die de strijd tussen de hoofdpersonen symboliseert.

## Verhaal
De film volgt de leden van de roeivereniging RSC uit Zuid-Duitsland in de aanloop naar en op het laatste roeievenement van het jaar, dat gepaard gaat met een tentenkamp. Het jongensroeiteam wordt blij verrast wanneer er ook een vrouwenteam uit Berlijn blijkt deel te nemen. Echter, dit team wordt op het laatste moment vervangen door een ander team, Queerschlag ("homo-uithalen"), een roeiteam met homoseksuele jongens.
Hoewel dit voor een aantal spanningen zorgt tussen de twee groepen, merkt Tobi dat hij zijn gevoelens voor vriend en teamgenoot Achim niet langer kan verbergen. Wanneer hij zijn gevoelens aan Achim kenbaar maakt, wordt hij afgewezen, maar weet zich voor een deel op te halen aan zijn nieuwe vriendschap met Leo van het Queerschlag-team. Nadat zij samen gemeenschap hebben gehad, vertelt Tobi aan zijn vriendin Anke dat hun relatie op een leugen is gebaseerd en dat hij in werkelijkheid al lange tijd verliefd is op Achim.
Malte van het Queerschlag-team is ervan overtuigd dat alle mannen min of meer biseksueel zijn. Hij tracht dan ook de eerder homofobe Georg van het RSC-team te verleiden. Malte geeft hem tal van complimentjes en doet hem geloven dat hij voor een interview zal zorgen met de Duitse nationale coach. Wanneer Georg vraagt hoe hij Malte kan bedanken, geeft deze laatste hem een tongkus. Een geschokte Georg vlucht daarop weg.
Wanneer Georg 's avonds nog steeds vermist is en er een storm komt opzetten, beslissen RSC en Queerschlag om hem te zoeken. Tobi vindt een wenende Georg in het bos. Hij is blij dat Tobi hem heeft gevonden en geen homojongen. Daarop zegt Oli tegen zowel de leden van Queerschlag als RSC dat Tobi op mannen valt, wat Georg onmiddellijk ontkent. Günther stelt daarop de vraag aan Anke of Tobi al dan niet homoseksueel is. Omdat Anke niet antwoordt, geeft ze een stilzwijgende bevestiging. Leo probeert de boel te sussen en vraagt of Tobi met hem meeloopt, hierop duwt Toby Leo op de grond en roept dat hij geen homo is. Leo bezeert bij zijn val op de grond zijn schouder. Uit dit incident ontstaat een gevecht tussen beide teams.
De ruzie kalmeert en RSC gaat terug naar hun kampterrein. Tobi zondert zich af van de groep. Een bliksem slaat in op een boom welke omvalt en een roeiboot vernield. Omdat de storm harder wordt en tenten gaan vliegen, beslist de groep om te gaan schuilen in een nabijgelegen jeugdherberg. Daar wordt Tobi door iedereen van zijn ploeg gemeden en Achim zet hem zelfs uit zijn kamer. Een teleurgestelde Tobi verbergt zich in de douches waar hij niet veel later wordt gevonden door Queerschlag wiens tenten ook zijn gaan vliegen. Leo vergeeft Tobi zijn eerdere uitval en beslist dat hij bij hem mag komen slapen.
De volgende ochtend voegt Tobi zich aan de ontbijttafel bij het RSC-team. Daar erkent hij dat hij homo is, maar dat dit verder geen invloed heeft op de werking van het team. De groep aanvaardt zijn bekentenis. Er is wel een probleem: de meisjesploeg kan niet deelnemen nu hun boot stuk is. Ook Leo kan niet deelnemen wegens de blessure en omdat Queerschlag geen reservespelers heeft, kan zij evenmin starten. Daarop komt Hansi, de coach van het RSC-team, met een voorstel door spelers onderling uit te wisselen. Zo komt Georg uiteindelijk terecht bij Queerschlag en kan het RSC-meisjesteam alsnog meevaren met het jongensteam. Het team speelt vervolgens hun laatste wedstrijd op de regatta. Ze eindigen op de tweede plaats, na Queerschlag.
Tijdens de prijsuitreiking wordt duidelijk dat Achim Tobi aanvaardt als homoseksueel en dat hun vriendschap kan blijven bestaan. De film eindigt wanneer Tobi aan zijn huis uit de autobus stapt. Aan zijn expressie is duidelijk te zien dat hij zijn ouders een moeilijke boodschap moet brengen. Daarop start de aftiteling.

## Rolverdeling
| Acteur             | Personage   |
| ------------------ | ----------- |
| Robert Stadlober   | Tobi        |
| Kostja Ullmann     | Achim       |
| Miriam Morgenstern | Sandra      |
| Alicja Bachleda    | Anke        |
| Tristano Casanova  | Georg       |
| Hanno Koffler      | Malte       |
| Marlon Kittel      | Leo         |
| Jürgen Tonkel      | coach Hansi |
| Elisabeth Hart     | coach Ute   |